# Otto Heise
Karl Friedrich Otto Heise (Hamelin, 1801 — Porto Alegre, 24 de dezembro de 1837) foi um militar alemão que emigrou para o Brasil entre 1824 e 1827. Casou com Elisabeth Hicks, inglesa, filha de Philipp Hicks e Anna. Teve dois filhos: Sofia, nascida em 17 de janeiro de 1828, e Carlos, nascido em 15 de agosto de 1838, em Porto Alegre.
Era corneteiro no 1° Regimento Leve de Dragões, na Legião Alemã do Rei, em 1813, combateu Napoleão Bonaparte até sua derrota em Waterloo, 1815, tendo por isso recebido a medalha de Waterloo,, antes fez a campanha do sul da França e da Holanda, em 1814.
Em 1819 lutou no exército de Simon Bolivar, onde deve ter sido parte das Legiões Britânicas, depois no México, seguiu para os Estados Unidos, Inglaterra e Hamburgo, onde em 1823 junto com o major von Ewald ajudou a arregimentar colonos para o major Georg Anton von Schäffer.
Em 11 de janeiro de 1825 foi publicado em Hamburgo, um mandato de captura pela Real Chancelaria da Justiça Britânico-Hanoveriana, por recrutar secretamente colonos, teve então que fugir para o Rio de Janeiro, no mesmo ano.
Como parte do Corpo de Estrangeiros, major de cavalaria e idealista republicano, organizou o grupo de lanceiros alemães, com o qual participou da Guerra da Cisplatina, na Batalha do Passo do Rosário. Foi ajudante de ordens do brigadeiro Massena Rosado.
Estava em Porto Alegre quando da dissolução do Corpo de Estrangeiros, em 1830, onde participou da Sedição de 1830 republicana, sendo preso e enviado ao Rio de Janeiro. Foi solto e em 1834 encabeçou uma petição de colonos de São Leopoldo.
Em 1835 participou da Revolução Farroupilha ao lados dos republicanos. Provavelmente foi o organizador do esquadrão de cavalaria da Guarda Nacional de São Leopoldo, com a qual lutou com os farrapos. Subcomandante das tropas de Gomes Jardim, foi preso em 1 de setembro de 1836 pelas forças imperiais comandadas por Bento Manuel Ribeiro, deveria ser enviado à Bahia, porém morreu misteriosamente afogado no Rio Guaíba, ao cair de um barco.